# Hancockia (nudibranche)
Pour l’article homonyme, voir Hancockia (plante).
Famille
Genre
Hancockia, unique représentant de la famille des Hancockiidae, est un genre de mollusques de l'ordre des nudibranches.

## Liste des espèces
Selon World Register of Marine Species, on compte six espèces :
- Hancockia burni Thompson, 1972
- Hancockia californica MacFarland, 1923
- Hancockia papillata (O'Donoghue, 1932)
- Hancockia ryrca Er. Marcus, 1957
- Hancockia schoeferti Schrödl, 1999
- Hancockia uncinata (Hesse, 1872)